# Tockus deckeni
Tockus deckeni là một loài chim trong họ Bucerotidae.